# Alex Bolhuis
C.A.P. (Alex) Bolhuis (Sneek, 9 maart 1951) is een Nederlands politicus van het CDA.

## Levensloop
Hij studeerde elektrotechniek aan de mts en volgde daarna in de avonduren een studie wis- en natuurkunde. Hij is docent geweest en heeft ook meerdere managementfuncties gehad in het bedrijfsleven.
In 1986 werd hij gemeenteraadslid in Apeldoorn en van 1990 tot en met oktober 1992 en van mei 1994 tot en met november 2001 was hij daar wethouder. Hij ging daar eind 2001 weg vanwege zijn benoeming tot landelijk projectcoördinator voor het Nationaal Bestuursakkoord Water 21e eeuw. Bolhuis speelde als wethouder een hoofdrol in de kwestie-Reesink, een zaak rond de komst van de in Zutphen gevestigde groothandel Reesink naar het Apeldoornse bedrijventerrein Ecofactorij, waardoor de gemeente met een miljoenenclaim te maken kon krijgen. In verband met die zaak stapten in januari 2006 zeven wethouders op, maar Bolhuis was al eerder vertrokken. Begin 2003 werd hij als landelijk projectcoördinator opgevolgd door Jan Kleine omdat de totstandkoming van het Nationaal Bestuursakkoord Water voor Bolhuis te langzaam ging.
Bolhuis werkte als interim-adviseur bij Essent Milieu voor hij in mei 2004 benoemd werd tot waarnemend burgemeester van Losser, welke functie hij ongeveer een jaar vervuld heeft. In september 2005 volgde zijn benoeming tot burgemeester van Raalte. Echter wilde hij niet in Raalte wonen en zetten voor de schijn precies 1 m³ van zijn woning te koop.
In de zomer van 2006 liepen de spanningen daar hoog op toen bleek dat vanaf zijn pc thuis onder pseudoniemen op de lokale nieuwssite Roalte.net berichten waren geplaatst die grievend waren voor gemeenteraadsleden alsmede berichten die pleitten voor de snelle aanschaf van een ambtswoning voor de burgemeester. Bolhuis verklaarde later dat hij niet zelf de plaatser van de berichten was en dat hij wist wie het wel was, maar hij weigerde een naam te noemen. In augustus 2006 nam de gemeenteraad unaniem een tegen hem gerichte motie aan, een maand later werd Pieter van Veen aangesteld als waarnemend burgemeester en in april 2007 werd Bolhuis eervol ontslagen. Via het gerecht in Zutphen probeerde hij bij de gemeente Raalte een afkoopsom af te dwingen hoewel hij tot aan zijn pensionering in 2016 jaarlijks 70.000 euro wachtgeld ontvangt van de gemeente Apeldoorn. Toen dat mislukte ging hij naar de Centrale Raad van Beroep in Utrecht die in april 2010 bepaalde dat hij terecht ontslagen was.

## Boek
In 2007 verscheen van Boudewijn Warbroek het boek De val van een burgemeester : grootheidswaan en machtsmisbruik in bestuurlijk Nederland over Bolhuis en de kwestie rond zijn burgemeesterschap van Raalte.